# 沃拉尔站
沃拉尔站，是法国的一个铁路车站，位于法国东部市镇乌什河畔沃拉尔，靠近第戎。

## 位置
沃拉尔站位于乌什河畔沃拉尔境内的东部，巴黎－马赛铁路305.426公里处。车站大致呈东西走向，开口朝南。
沃拉尔站是第戎前往巴黎方向的第一个车站。

## 设施
沃拉尔站是一个无人看守的铁路乘降所，没有任何售票设施。在该站上车的乘客需主动向乘务员购票或使用通勤卡。

## 停靠线路
以下列车线路在沃拉尔站停靠：
| 沃拉尔站列车线路表     |      |        |        |              |
| 线路                   | 车种 | 上一站 | 下一站 | 大致运行频率 |
| 雷洛姆—第戎/提勒河畔伊 | TER  | 朗特奈 | 第戎   | 每天8趟左右  |
| 1.                     |      |        |        |              |

## 配套交通

### 长途客车
| 停靠沃拉尔站附近的大巴车 |                  | |
| 上下车地点               | 运营单位         | 主要线路及目的地 |
| 沃拉尔市中心             | 科多尔省城际客运 | - 47线：第戎、乌什河畔巴尔比雷、乌什河畔圣维克托、乌什河畔拉比西耶尔、乌什河畔布利尼 - 48线：第戎、山区勒米伊、欧苏瓦地区普伊、蒙圣让、索略 |
| 沃拉尔站门口             | SNCF Car TER     | （当某条铁路线施工或罢工时，SNCF可能会提供途径该线路沿途站点的大巴车）                                                                      |
| 1. 2. 3.                 |                  | |

### 市内交通
沃拉尔站附近暂无城市公共交通线路经过。

### 社会车辆
沃拉尔站门口设有社会车辆停车场。

## 临近车站
| 沃拉尔站（Gare de Velars）     |                |                  |
| 上行车站                       | 线路           | 下行车站         |
| 朗特奈站 5km ←                 | 巴黎－马赛铁路 | 第戎城站 → 8.8km |
| - 本表仅显示运营中的线路及车站 |                |                  |